# Miss Costa Rica 2017
Miss Costa Rica 2017 fue cronológicamente la 62.ª edición del Certamen Nacional de Belleza de Costa Rica, el cual no se llevó a cabo con la mecánica usual, pues, por varios motivos se determinó la elección única, sin ningún tipo de competencia, fue transmitida la noche de coronación en la web teletica.com, el 18 de julio de 2017, en el anuncio final Elena Correa Usuga originaria de Heredia fue designada como la sucesora de la alajuelense Carolina Rodríguez, Miss Costa Rica 2016, Usuga tuvo el derecho de ser la representante de Costa Rica en el Miss Universo 2017.

## Cuadro final
| Título               | Candidata                    | Candidata                    | Candidata                    |
| -------------------- | ---------------------------- | ---------------------------- | ---------------------------- |
| Miss Costa Rica 2017 | Heredia — Elena Correa Usuga | Heredia — Elena Correa Usuga | Heredia — Elena Correa Usuga |

## No realización del concurso
El día 12 de junio, la televisora Teletica, por medio de uno de sus principales encargados René Picado, anunció que no realizarían el certamen para el correspondiente año, indicando como principal razón las indicaciones y la fecha fluctuante de la organización Miss Universo, así como, la agenda ajustada del segundo semestre del año para la televisora.

## Elección de la candidata
Correa, fue seleccionada por Teletica para que represente directamente al país en el concurso internacional, aludiendo que, al haber obtenido la posición de Virreina en el Miss Costa Rica 2016, era la más apta para ir al certamen. La población en general desmérito y tacharon de corruptos a los involucrados, desaprobando la selección de la candidata en su totalidad,además de ellos, otra parte de la población no estaban de acuerdo con su asignación, ya que posee ascendencia colombiana, aunque, Correa nació y ha vivido toda su vida en Costa Rica, por otro lado Correa se refirió, diciendo, en el país hay libertad de expresión, ella se mostró feliz por su elección.

## Controversia
Se han elevado las especulaciones acerca de la tenencia de la franquicia del concurso en manos de Teletica, debido a las nuevas disposiciones de los propietarios de Miss Universo IMG, estas especulaciones se dan principalmente por la no transmisión del Miss Universo 2016, sin embargo, Teletica no se ha pronunciado a cerca de esto, además, debido a la selección directa de Correa Usuga, como ganadora, se han levantado las especulaciones sobre la situación económica de Teletica, debido a los recientes despidos y la no realización del certamen nacional; aluden la no realización de este a que no es prioridad, meses después se refirieron diciendo que no perdieron la franquicia, la cual esperan conservar por mucho tiempo, ya le tienen mucho cariño.

## Estadísticas
En el siguiente cuadro se muestra como están dispersadas las coronas ganadas por región.
| Representación      | Coronas Ganadas | Última Corona Ganada |
| ------------------- | --------------- | -------------------- |
| Señorita San José   | 29 Coronas      | 2020                 |
| Señorita Heredia    | 10 Coronas      | 2021                 |
| Señorita Alajuela   | 8 Coronas       | 2016                 |
| Señorita Guanacaste | 6 Coronas       | 2013                 |
| Señorita Cartago    | 5 Coronas       | 2010                 |
| Señorita Limón      | 4 Coronas       | 2015                 |
| Señorita Puntarenas | 2 Coronas       | 1985                 |